# د. جاي كونتيسة
د. جاي كونتيسة (بالإنجليزية: D. J. Countess)‏ هو لاعب كرة قدم أمريكي في مركز حراسة المرمى، ولد في 9 يناير 1982 في ساكرامنتو في الولايات المتحدة. لعب مع أتليتيكو تيغري وريال سالت ليك وشيكاغو فاير ونادي أوسترس ونادي دالاس ونيويورك ريد بولز.

## وصلات خارجية
- د. جاي كونتيسة على موقع الدوري الأمريكي (الإنجليزية)
- د. جاي كونتيسة على موقع قاعدة بيانات كرة القدم.إي يو (الإنجليزية)